# Dave Evans
Dave Evans (n. 20 iulie 1953) este un cântăreț australian, primul solist vocal al trupei AC/DC între anii 1973-1974.